# NGC 3523
NGC 3523 (również PGC 33367 lub UGC 6105) – galaktyka spiralna (Sbc), znajdująca się w gwiazdozbiorze Smoka. Odkrył ją William Herschel 2 kwietnia 1801 roku.